# 2015 en Bretagne
 Chronologie de la Bretagne
- 2011
- 2012
- 2013
- 2014
- 2015
- 2016
- 2017
- 2018
- 2019

Cette page recense des événements qui se sont produits durant l'année 2015 en Bretagne.

## Société

### Faits sociétaux
- 9 janvier : une centaine de sites internet bretons sont piratés le matin pour afficher des messages djihadistes[1],[2]. La mairie de Port-Louis dans le Morbihan, dont le site officiel a été victime, porte plainte[3].
- 10 et 11 janvier : 400 000 Bretons manifestent en mémoire des victimes des attentats commis à Paris dans la semaine[4].

- 24 janvier : 

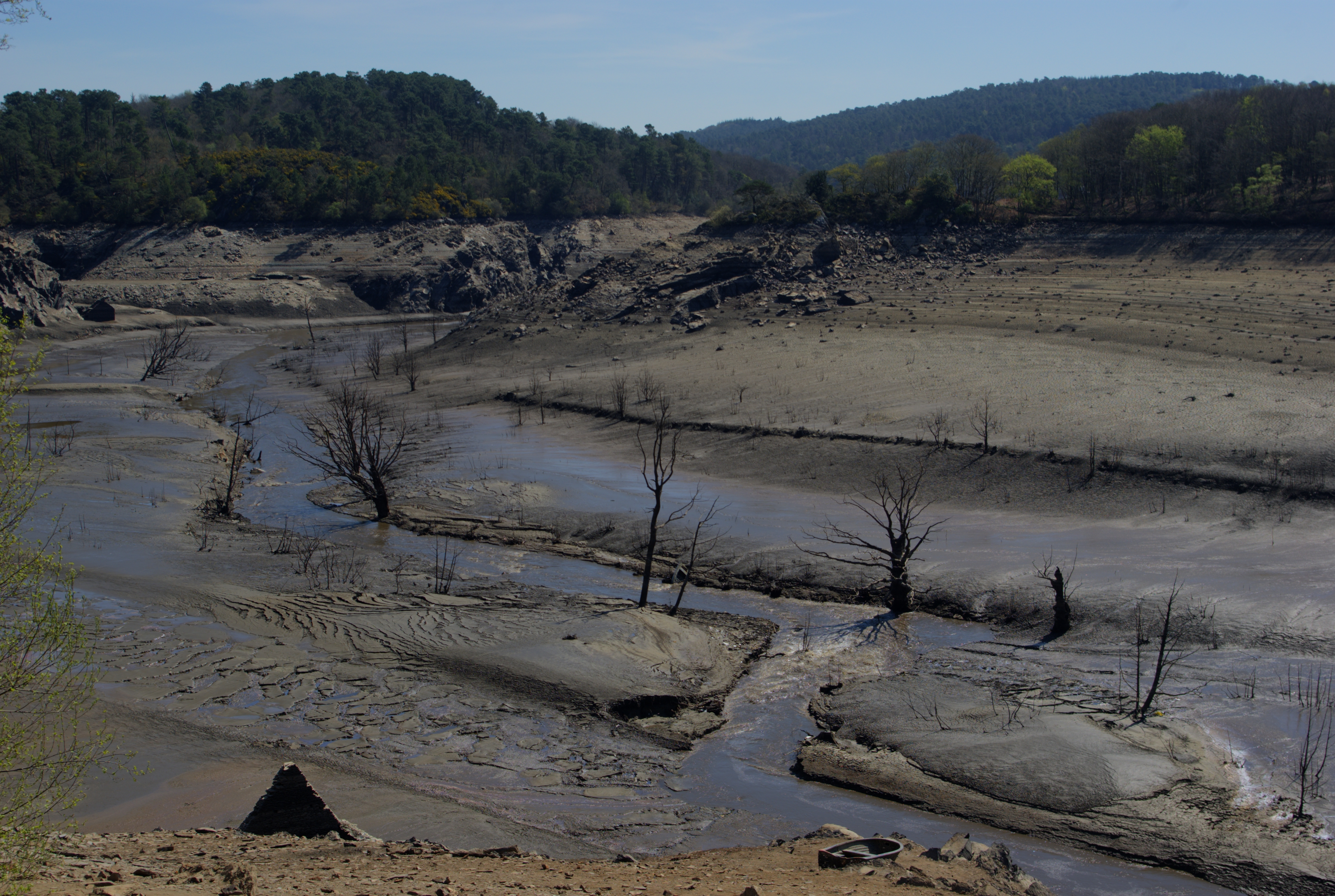
Le lac de Guerlédan en fin de vidange, le 10 avril.

  - à l'appel du collectif le peuple des dunes, 6 000 personnes défilent à Lannion contre un projet d'extraction de sable[5].
  - Josselin de Rohan cède la propriété du château de sa famille à la ville de Pontivy pour 1 € symbolique[6].
- Mars-avril : EDF pratique la vidange du lac de Guerlédan pour assurer la maintenance du barrage[7].
- 11 avril : ouverture à Rochefort-en-Terre du Naïa museum[8].
- Du 11 au 17 mai : 8e édition de la semaine du golfe, la Croatie étant à l'honneur[9].
- 23 mai : 4500 manifestants à Rennes, Lorient, Brest, Carhaix pour la Marche mondiale contre Monsanto[10].
- 23 juin : Ploumanac'h remporte l'édition 2015 de l'émission Le Village préféré des Français[11].
- été : le Centre d’étude et de valorisation des algues constate une augmentation de 30% d'échouage d'algues vertes par rapport à l'an dernier[12].
- 10 août : la réplique de la frégate Hermione rentre au port de Brest[13] après avoir rallié Boston depuis la Rochelle.
- 16 septembre : parution au Journal officiel du décret autorisant l'extraction de sable en baie de Lannion[14] malgré les manifestations et rencontres avec les ministres.
- Du 25 au 27 septembre : en préparatif à la COP 21, le mouvement associatif breton affilié à France Nature Environnement (IVINE, Bretagne Vivante, CANE, etc.) organise l'évènement climat grand ouest à Rennes[15].
- 11 octobre : célébration d'une messe pour les paysans ayant mis fin à leur jour en la basilique Sainte-Anne d'Auray par l'évêque de Vannes, Mgr Raymond Centène[16].
- 15 octobre : l'IFCE annonce que les haras de Lamballe et Henenbont seront mis en vente en janvier 2016, à moins qu'un accord ou un partenariat ne soit signé avant la fin de l'année[17].
- 24 octobre : manifestation à Guingamp contre les projets miniers (tungstène, cuivre, étain, zinc et or) en Centre-Bretagne[18].
- 14 novembre :
  - 2 000 manifestants à Landivisiau contre le projet de centrale à gaz [19].
  - au lendemain des attentats à Paris, un rassemblement, rassemblant environ deux-cents personnes contre l'immigration et le terrorisme organisé par Adsav, dégénère, une personne d'origine maghrébine étant agressée par six manifestants[20].
- 22 novembre : mille personnes se rassemblent sur la plage de Trébeurden contre un projet d'exploitation d'une dune[21].
- 28 novembre : malgré l'interdiction de manifester, quatre cents personnes manifestent pour le climat, en tournant en rond, place de la Mairie à Rennes[22].

### Éducation
- 26 janvier : démission du président de l'université Rennes 2 Jean-Émile Gombert à la suite du projet de fusion des universités de Rennes 1 et de Rennes 2[23].

### Phénomènes naturels
- Séisme
  - 26 février : un séisme de magnitude comprise entre 3,4 et 3,7 est enregistré au large de Saint-Malo[24].
  - 9 mai : un séisme de magnitude 2,5 est enregistré aux environs de Saint-Jean-Brévelay[25].
  - 28 juillet : un séisme de magnitude 3,9 est enregistré au large des départements de Loire-Atlantique et Vendée, à environ 70 km de Saint-Nazaire[26].
  - 30 octobre : un séisme de magnitude 3,4 est enregistré entre Hanvec et Loperhet[27].

- Éclipse

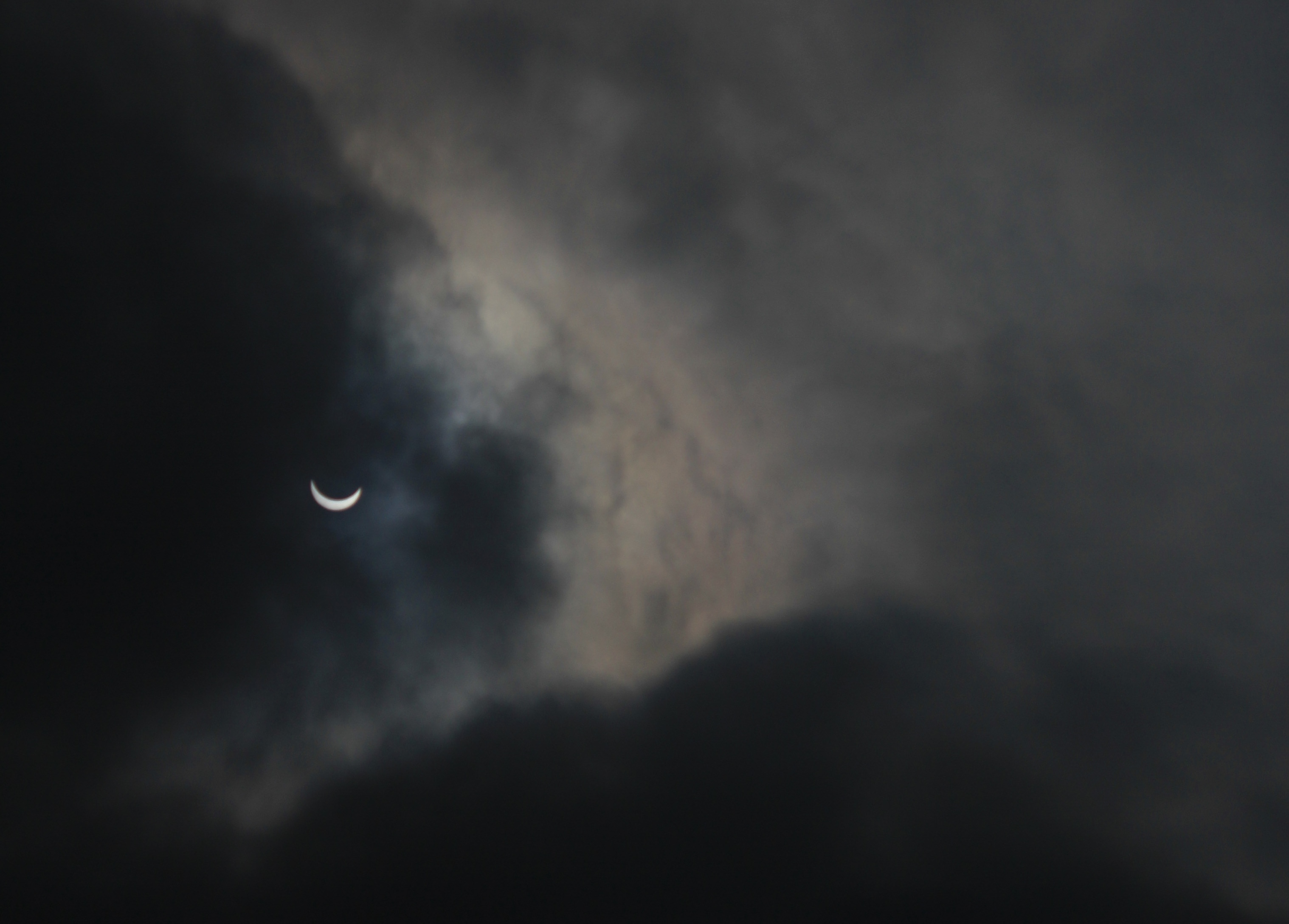
L'éclipse vue à Lorient, proche de son maximum.

  - 20 mars : éclipse partielle visible en Bretagne — 82,5 % à Brest, 79,9 % à Rennes, 78,2 % à Nantes[28].

### Décès
- 4 janvier : René Vautier (Camaret-sur-Mer, 1928 ; Cancale, 2015), ancien résistant, réalisateur et scénariste[29].
- 8 janvier : Erwan Ropars (Quimper, 1950), fils de Loeiz Ropars, penn-soner du Bagad Kemper durant 25 ans[30],[31].
- 10 janvier : Marie-Henriette du Buit, biologiste, ayant travaillé à la station de biologie marine de Concarneau[32].
- 13 février : Pierre Ernault (Le Mans, 1921 ; Ploudalmézeau, 2015), ancien des commandos Kieffer[33].
- 13 mai : Paul Le Joncour (Douarnenez, 1943 ; Port-Blanc, Baden, Semaine du golfe 2015), cofondateur du port-musée de Douarnenez et l'un des responsables de l'association Treizour[34].
- 31 mai : François Mahé (Arradon, 1930 ; Var, 2015), ancien coureur cycliste[35].
- 6 juin : Pierre Louis Le Bris, dit Pierre Brice (Brest, 1929 ; Paris, 2015), acteur[36].
- nuit du 15 au 16 juin : Jean-Yves Cozan (Brest, 1939), homme politique ouessantin, ancien député, conseiller général, conseiller régional[37],[38].
- juillet : David Drugeon (Vannes, 1989 ; Syrie, 2015), djihadiste membre de Khorassan[39].
- 28 août : Paul Houix (Saint-Gravé, 1936 ; Cherbourg, 2015), ancien abbé de Timadeuc[40].
- 26 septembre : Herri ar Borgn (Sainte-Brigitte, 1937 ; Plouay, 2015), écrivain et poète bretonnant[41].
- 6 octobre : Albert Poulain (Pipriac, 1932 ; Redon, 2015), dessinateur, conteur, collecteur et chanteur gallésant[42].
- 19 novembre : Anne Caseneuve (1964 ; Nantes, 2015), navigatrice vainqueur de la route du Rhum 2014[43],[44].

## Politique

### Vie politique
- 9 janvier : La cour d'appel de Nantes déboute le ministère de l'écologie dans le cadre de la lutte contre les algues vertes[45]

### Réforme territoriale
- 7 et 14 juin : organisation d'une votation citoyenne dans huit communes de la Bretagne historique sur le rattachement de la Loire-Atlantique à la Bretagne[46].
- 7, 12 et 13 octobre : dans l'optique des regroupements intercommunaux imposés par la loi NOTRe (création d'EPCI regroupant plus de 15 000 habitants), les préfets proposent dans chaque département un premier projet que les élus discuteront en commission départementale de coopération intercommunale :
  - dans les Côtes-d'Armor[47], neuf EPCI issus des fusions :
    - de Saint-Brieuc Agglomération, Quintin Communauté et des communautés de communes de Centre Armor Puissance 4 et du Sud Goëlo ;
    - de Le Leff communauté et de la communauté de communes Lanvollon - Plouha ;
    - de Guingamp Communauté, Pontrieux Communauté et des communautés de communes Paimpol-Goëlo, du Pays de Bégard, du Pays de Belle-Isle-en-Terre et du Pays de Bourbriac ;
    - de Lannion-Trégor Communauté et des communautés de communes du Haut-Trégor et de la Presqu'île de Lézardrieux ;
    - des communautés de communes Callac - Argoat et du Kreiz-Breizh ;
    - de la CIDERAL (Loudéac) et des communautés de communes du Mené et Hardouinais Mené ;
    - de Lamballe Communauté et des communautés de communes Arguenon - Hunaudaye, de la Côte de Penthièvre, du Pays de Moncontour et du Pays de Du Guesclin ;
    - des communautés de communes du Pays de Matignon et Plancoët-Plélan ;
    - de Dinan communauté et des communautés de communes Communauté de communes Rance - Frémur et du Pays de Caulnes.

  - dans le Finistère[48], 21 EPCI issus des fusions :
    - de Quimper Communauté et de la communauté de communes du Pays Glazik ;
    - des communautés de communes de la Baie du Kernic et du Pays Léonard ;
    - des communautés de communes de l'Aulne Maritime et de la Presqu'île de Crozon ;
    - des communautés de communes du Pays de Châteaulin et du Porzay et de la Région de Pleyben ;
    - des communautés de communes des Monts d'Arrée et du Yeun Elez.

  - en Ille-et-Vilaine[49], 18 EPCI issus des fusions :
    - des communautés de communes du Pays de Dol-de-Bretagne et de la Baie du Mont Saint-Michel et de la Baie du Mont Saint-Michel ;
    - des communautés de communes du Coglais et du Canton d'Antrain ;
    - de Fougères communauté, Louvigné communauté et de la communauté de communes du Pays de Saint-Aubin-du-Cormier ;
    - des communautés de communes du Pays d'Aubigné et du Val d'Ille ;
    - des communautés de communes de Moyenne Vilaine et Semnon et du Pays de Grand-Fougeray ;

  - en Loire-Atlantique, 18 EPCI issus des fusions :
    - des communautés de communes du secteur de derval et de la région de Nozay ;
    - des communautés de communes Sèvre, Maine et Goulaine et de la vallée de Clisson ;
    - des communautés de communes Loire-Atlantique méridionale et de la région de Machecoul ;
    - des communautés de communes Cœur d'Estuaire et Loire et Sillon ;
    - des communautés de communes Cœur Pays de Retz et de Pornic.

  - dans le Morbihan[50], quatorze EPCI issus des fusions :
    - de Baud Communauté, Locminé communauté et Saint-Jean Communauté ;
    - de Josselin communauté, Ploërmel communauté et des communautés de communes de Mauron en Brocéliande et du Porhoët ;
    - de Guer Communauté et des communautés de communes du Pays de La Gacilly et du Val d'Oust et de Lanvaux ;
    - de Vannes agglo - Golfe du Morbihan et des communautés de communes du Loc'h et de la Presqu'île de Rhuys.

### Élections départementales des 22 et 29 mars
- Historiquement à gauche, les Côtes-d'Armor changent de couleur politique, puisque la droite remporte 17 des 27 cantons du département[51].
- Bien qu'en perte de vitesse, la gauche parvient à conserver quinze des 27 cantons du Finistère, contre douze à la droite[52].
- L'Ille-et-Vilaine se démarque de ses voisins avec un rapport de force droite-gauche peu modifié : seize cantons pour les premiers contre onze aux seconds[53].
- Gauche et droite se quittent sur un score de quasi-parité en Loire-Atlantique : seize cantons à la gauche contre quinze à la droite[54].
- La droite et le centre confirment et renforcent leur ancrage dans le Morbihan en remportant qix-sept des 21 cantons[55].
- Malgré de bons scores au niveau national, le Front national ne remporte aucun canton en Bretagne[56].
- 2 avril : élection des présidents des conseils départementaux :
  - Alain Cadec est élu président du conseil départemental des Côtes-d'Armor[57].
  - Nathalie Sarrabezolles est élue présidente du conseil départemental du Finistère[58].
  - Jean-Luc Chenut est élu président du conseil départemental d'Ille-et-Vilaine[59].
  - Philippe Grosvalet est réélu président du conseil départemental de la Loire-Atlantique[60].
  - François Goulard est réélu président du conseil départemental du Morbihan[61].

### Élections régionalesdes6et13 décembre
- 6 décembre : 11 listes se présentent aux suffrages des électeurs bretons ; trois d'entre elles dépassent les 10 % permettant de se maintenir au 2d tour[62] :
  - la liste PS - PRG de Jean-Yves Le Drian avec 34,92 % des voix ;
  - la liste LR de Marc Le Fur avec 23,46 % des voix ;
  - la liste FN de Gilles Pennelle avec 18,17 % des voix.
- 13 décembre : la liste de Jean-Yves Le Drian remporte la majorité absolue des suffrages exprimés avec 51,41 % des voix[62].
- 18 décembre : Jean-Yves Le Drian est élu président du conseil régional de Bretagne[63].

## Économie
- Juillet-août : crise de l'élevage porcin en France, particulièrement vive en Bretagne qui concentre 60 % de la production nationale[64].
  - 10, 13, 14 août : absence de cotation à Plérin, sous la pression de deux industriels refusant d'appliquer les accords gouvernementaux[65].

### Construction navale

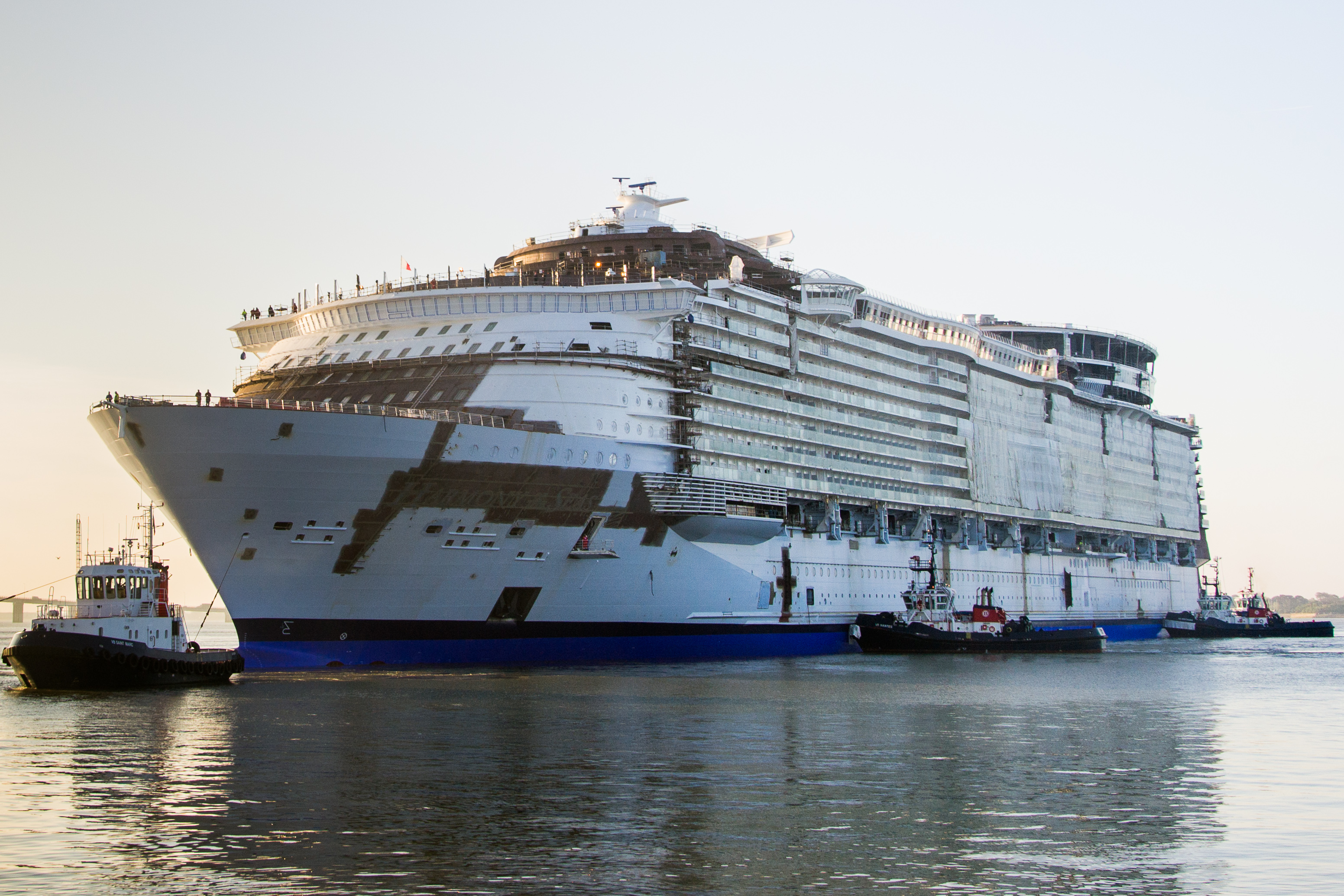
Le Harmony of the Seas aux chantiers de l'Atlantique le 19 juin.

- 28 janvier : mise à l'eau du Yersin, yacht construit au chantier Piriou de Concarneau, pour François Fiat[66].
- 13 mai : lancement du Yersin[67].
- 9 juin : commande, passée par l'État au chantier Piriou, d'un navire logistique polaire pour une livraison prévue en 2017[68].
- 19 juin : mise à l'eau du Harmony of the Seas aux chantiers de l'Atlantique de Saint-Nazaire, pour une livraison prévue en 2016[69].

## Culture
- 4e trimestre : découverte d'un site archéologique majeur du premier âge du fer à La Touche-ès-Pritiaux en Saint-Glen[70].

### Musique
- 27 janvier : le Bagad Melinerion de Vannes remporte la 9e saison de l'émission La France a un incroyable talent diffusée sur M6[71].
- 24 mars : sortie de l'album Cornouailles Soundtrack de Dan Ar Braz[72].
- 7 avril : sortie de l'album An enchanting garden - Ul liorzh vurzhudus de Denez Prigent[73].
- Du 13 au 23 mai : Breizh on the road, série de sept concerts aux États-Unis par le collectif Breizh Amerika Collective dans le cadre de la fête de la Bretagne[74].
- Du 7 au 16 août  : organisation du Festival interceltique de Lorient 2015[75].
- 24 septembre : sortie de l'album AMzer d'Alan Stivell[76].

## Sports

### Cyclisme
- 28 février : 18e édition de La Melrandaise, remportée par Franck Bonnamour[77].
- 1er mars : 35e édition de la Route bretonne, remportée par Hamish Schreurs[78].
- 8 mars : 44e édition de la Manche-Atlantique, remportée par Fabien Grellier[79].
- 14 mars : 31e édition du Souvenir Louison-Bobet, remportée par Franck Bonnamour[80].
- 28 mars : 8e édition du Grand Prix Gilbert Bousquet, remportée par Franck Bonnamour[81].
- 29 mars : 8e édition des Boucles guégonnaises, remportée par Marc Fournier[82].
- 3 avril : 20e édition de la Route Adélie de Vitré, remportée par Romain Feillu[83].
- 18 avril : 30e édition du Tour du Finistère remportée par Tim De Troyer[84].
- 19 avril : 32e édition du Tro Bro Leon, à Lannilis, remportée par Alexandre Geniez[85].
- Du 25 avril au 1er mai : 49e édition du Tour de Bretagne, remportée par Sébastien Delfosse[86].
- 23 et 24 mai : 22e édition du Trophée Centre Morbihan, remportée par Anthon Charmig[87].
- 30 mai : 39e édition du Grand Prix de Plumelec-Morbihan, remportée par Alexis Vuillermoz[88].
- 31 mai : 59e édition des Boucles de l'Aulne, à Châteaulin, remportée par Alo Jakin[89].
- du 10 au 26 juillet : l'équipe Bretagne-Séché Environnement participe à son deuxième Tour de France}[90], dont trois étapes se déroulent, en tout ou partie, en Bretagne :
  - 10 juillet : Mark Cavendish remporte la 7e étape entre Livarot (Calvados) et Fougères[91].
  - 11 juillet : Alexis Vuillermoz remporte la 8e étape entre Rennes et Mûr-de-Bretagne[92].
  - 12 juillet : l'équipe BMC Racing remporte le contre-la-montre par équipes de la 9e étape, entre Vannes et la côte de Cadoudal à Plumelec[93].
- 27 au 30 août : Alexander Kristoff remporte la 79e édition du Grand Prix Ouest-France de Plouay masculin[94].

### Équitation
- Avril : Quickly de Kreisker, étalon de saut d'obstacles né dans le Finistère et entraîné en Bretagne, est premier au classement de la WBFSH et donc meilleur cheval mondial de la discipline[95].
- Septembre : Deux chevaux d'endurance issus d'élevages bretons sont sélectionnés pour le mondial des 7 ans de la discipline[96]

### Football
- Quatre clubs bretons participent à l'édition 2014-2015 du Championnat de France de football : l'En Avant de Guingamp, le FC Lorient, le FC Nantes et le Stade rennais. Le club rennais obtient le meilleur classement, terminant à la neuvième place[97].
- Seule équipe bretonne engagée, l'EA de Guingamp termine cinquième de l'édition 2014-2015 du championnat de France de football féminin.
- 12 juin : le stade de la route de Lorient, à Rennes, est renommé Roazhon Park à la suite d'une consultation populaire[98].

### Football gaélique
- 2 mai : L'équipe de l'EG Haute-Bretagne Liffré remporte l'édition 2014-2015 du championnat de Bretagne[99].
- 23 mai : L'EG Haute-Bretagne Liffré remporte l'édition 2014-2015 de la coupe de Bretagne contre Rennes Ar Gwazi Gouez.
- 6 juin : L'EG Haute-Bretagne Liffré termine deuxième de l'édition 2015 du championnat de France, le titre revenant au Tolosa Despòrt Gaelic[100].

### Handball
- Le Cesson Rennes MHB et le HBC Nantes participent à l'édition 2014-2015 du Championnat de France de handball masculin. Les Rennais terminent la compétition à la septième place du classement, tandis que les Nantais se classent sixièmes.
- Pour sa première participation, le Nantes Loire Atlantique Handball termine à la cinquième place de l'édition 2013-2014 du championnat de France de handball féminin.
- 29 mars : le HBC Nantes remporte la Coupe de la Ligue française de handball masculin 2014-2015 face au Fenix Toulouse Handball et se qualifie pour la Coupe EHF.

### Hockey sur glace
- Les Albatros de Brest participent à la Ligue Magnus pour la deuxième fois consécutive depuis leur rétrogradation volontaire en 2004. Malgré son élimination à la fin de la saison précédente, l'équipe est repêchée dans l'élite par le forfait des Ours de Villard-de-Lans[101].
- Les Albatros terminent la saison à la douzième place, se maintenant à ce niveau pour la saison suivante.

### Nautisme
- 26 juillet : Team Vannes Agglo - Golfe du Morbihan, skippé par Quentin Delapierre et Matthieu Salomon, termine 4e[102] de l'édition 2015 du tour de France à la voile et en remporte le classement amateurs[103].

### Rink-hockey
- Cinq clubs bretons participent à l'édition 2013-2014 du championnat de France de rink hockey masculin : l'AL Ergué-Gabéric, l'AL Plonéour-Lanvern (pour la première fois de son histoire), le SPRS Ploufragan, le HC Quévert et le RAC Saint-Brieuc. Le club quévertois remporte le championnat pour la deuxième année consécutive et se qualifie pour l'édition 2015-2016 de la ligue européenne, tandis qu'Ergué-Gabéric, avant-dernier du championnat, est relégué en Nationale 2.
- Le Nantes ARH remporte l'édition 2014-2015 du Nationale 2 et accède, pour la saison suivante, à la Nationale 1.

### Rugby à XV
- Seul club breton engagé, le Stade rennais rugby termine septième de l'édition 2014-2015 du championnat de France féminin de rugby à XV [104].

### Tennis de table
- Seul club breton engagé, la GV Hennbont TT termine deuxième de l'édition 2014-2015 du championnat de France de pro A masculin.

### Volley-ball
- Deux clubs participent à la saison 2014-2015 du championnat de France masculin. Nantes Rezé termine douzième et Saint-Nazaire finit à la dixième place.

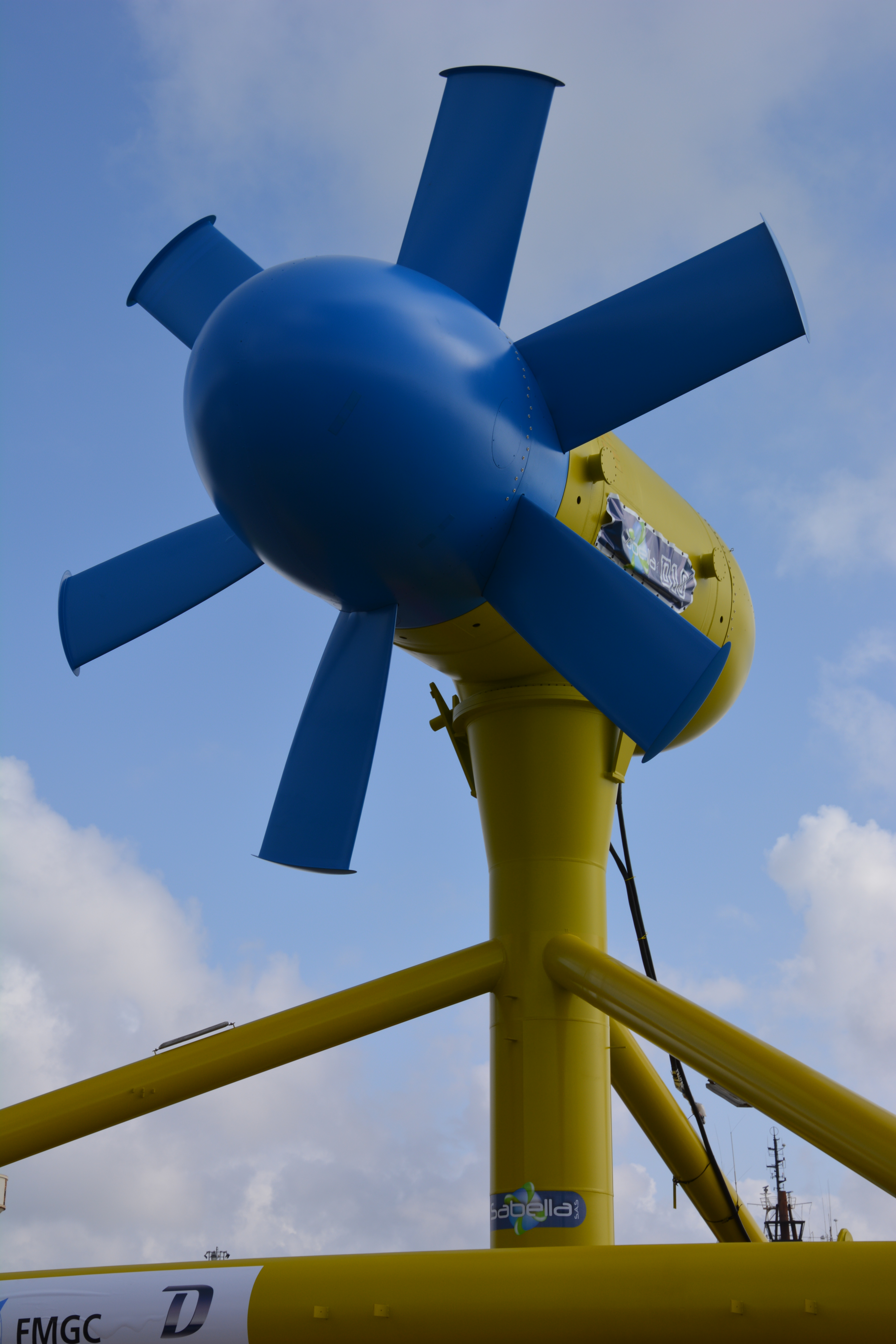
Hydrolienne Sabella.

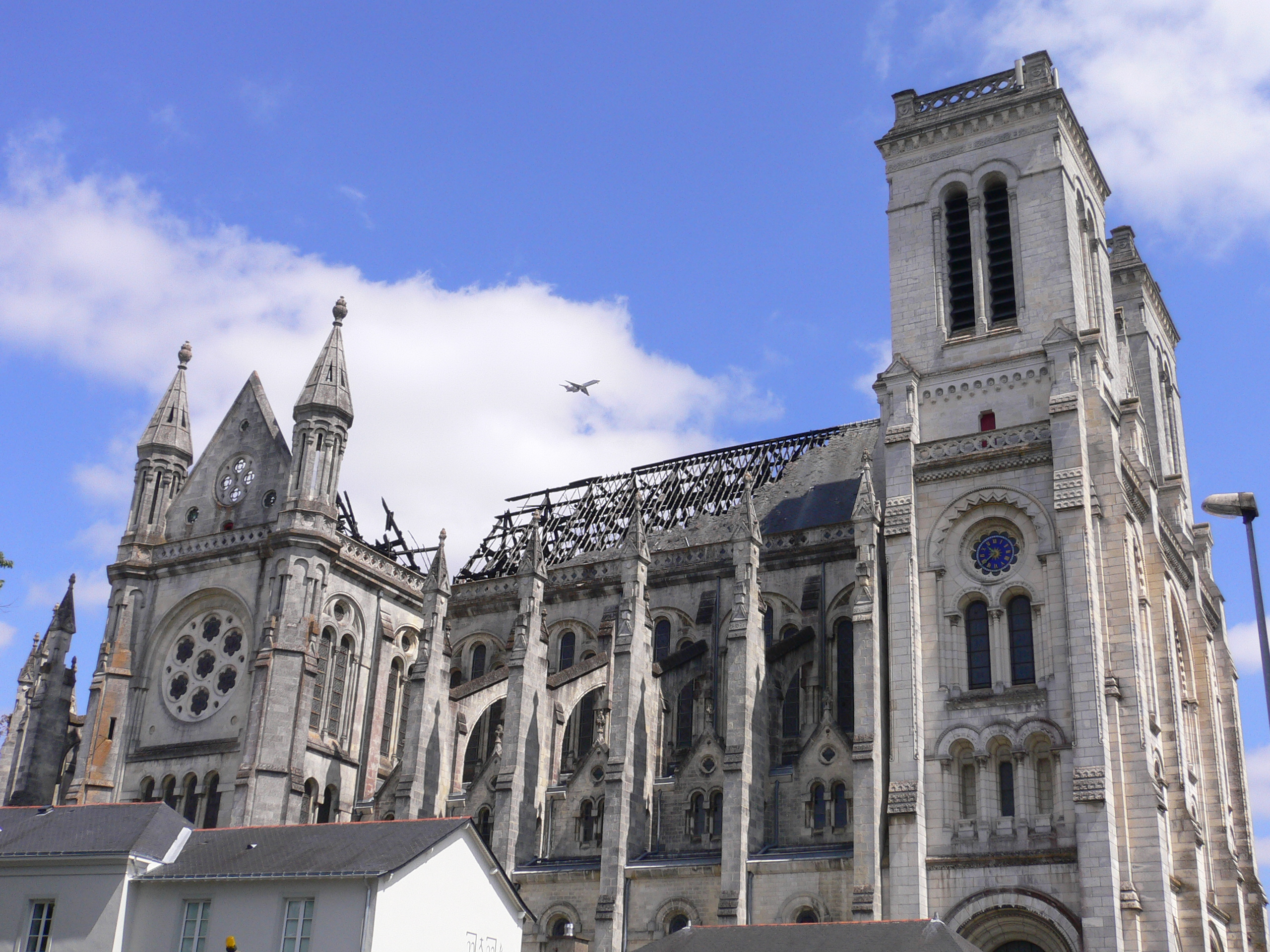
La basilique Saint-Donatien-et-Saint-Rogatien après l'incendie.

- Deux clubs participent à la saison 2014-2015 du championnat de France féminin. Le VB Nantes termine quatrième et le Vannes VB, avant-dernier, est relégué en Élite.

## Infrastructures

### Constructions
- 29 janvier : inauguration du Biopôle, à Rennes Atalante[105]
- Du 10 au 12 mars : installation par EDF d'un câble sous-marin (électricité et fibre optique) de 15 km entre Belle-Île-en-Mer et Port-Maria (Quiberon)[106].
- 1er avril : pose de la première pierre de la nouvelle cité administrative de Vannes[107].
- 4 avril : ouverture du centre d'interprétation du patrimoine de l'Île-d'Arz[108].
- 5 juin : inauguration du stade Robert-Poirier sur le campus de Villejean à Rennes[109].
- 23 juin : inauguration du poste de commande pour l'exploitation et l'alimentation électrique du réseau ferré à Rennes, dans le cadre des travaux de la LGV Bretagne-Pays de la Loire[110].
- 25 juin : immersion et raccordement au réseau de la première hydrolienne française au large d'Ouessant[111].
- 26 septembre : ouverture du Quatro, pôle culturel de Baud, comprenant, entre autres, le Cartopole[112].
- 28 septembre : fin de la pose des rails de la partie bretonne de la LGV Bretagne-Pays de la Loire[113].
- 1er octobre : ouverture au public du Novomax, salle de musique actuelle de Quimper[114].
- 13 novembre : inauguration du pôle culturel Max Jacob à Quimper[115].

### Destructions
- 2 mars : effondrement d'une partie des remparts de Dinan[116].
- 30 avril : début de la démolition de la mairie de Pluméliau[117].
- 1er juin : début de la démolition de l'hôpital de Bodélio à Lorient ; chantier devant s'achever en 2017[118].
- 15 juin : incendie de la basilique Saint-Donatien-et-Saint-Rogatien de Nantes, détruisant une grande partie de la toiture[119].

### Protections
Liste des bâtiments classés ou inscrits au titre des monuments historiques en 2014 :
- Côtes d'Armor :
  - Phare des Roches-Douvres dans le domaine public maritime, inscription par arrêté du 31 décembre 2015.
  - Phare des Triagoz dans le domaine public maritime, inscription par arrêté du 31 décembre 2015.
  - Haras national à Lamballe, inscription par arrêté du 11 décembre 2015.
  - Chapelle de Christ et sa croix à Trégrom, inscription par arrêté du 27 juillet 2015.
- Finistère :
  - Phare de la Vieille dans le domaine public maritime, inscription par arrêté du 31 décembre 2015.
  - Phare de Kéréon dans le domaine public maritime, inscription par arrêté du 31 décembre 2015.
  - Phare de Tévennec dans le domaine public maritime, inscription par arrêté du 31 décembre 2015.
  - Phare d'Ar-Men dans le domaine public maritime, inscription par arrêté du 31 décembre 2015.
  - Phare de Nividic dans le domaine public maritime, inscription par arrêté du 31 décembre 2015.
  - Phare de la Jument dans le domaine public maritime, inscription par arrêté du 31 décembre 2015.
  - Phare des Pierres Noires dans le domaine public maritime, inscription par arrêté du 31 décembre 2015.
  - Phare du Four dans le domaine public maritime, inscription par arrêté du 31 décembre 2015.
  - Naval Monument ou mémorial américain de la Première Guerre mondiale à Brest, inscription par arrêté du 31 décembre 2015.
  - Manoir de Tronjoly à Cléder, classement par arrêté du 3 mars 2015.
  - Phare et fort de Penfret à Fouesnant, inscription par arrêté du 31 décembre 2015.
  - Chapelle Notre-Dame-de-la-Clarté à Guilligomarc'h, inscription par arrêté du 21 mai 2015.
  - Phare de l'Île-de-Batz, inscription par arrêté du 31 décembre 2015.
  - Grand phare de l'Île-de-Sein, inscription par arrêté du 31 décembre 2015.
  - Île Cézon (avec son fort, à l'exception de l'abri contemporain construit sur l'angle nord-ouest de la poudrière) à Landéda, inscription par arrêté du 27 juillet 2015.
  - Croix des Douze-Apôtres à Logonna-Daoulas, inscription par arrêté du 27 juillet 2015.
  - Monument aux marins morts pour la France durant la première Guerre mondialeà Plougonvelin, inscription par arrêté du 15 avril 2015.
  - Chapelle Saint-Ildut à Sizun, inscription par arrêté du 31 juillet 2015.
  - Église Saint-Cadou et sa croix à Sizun, inscription par arrêté du 31 juillet 2015.
- Ille-et-Vilaine
  - Château du Bouëxic et son domaine, église Saint-Joseph et monument aux morts à La Chapelle-Bouëxic, inscription par arrêté du 12 mai 2015.
  - Église Saint-Méen-et-Sainte-Croix à La Fresnais, inscription par arrêté du 14 septembre 2015.
  - Domaine de Mouillemuse à Noyal-Châtillon-sur-Seiche, inscription par arrêté du 11 décembre 2015.
  - Église Sainte-Thérèse-de-l'Enfant-Jésus à Rennes, inscription par arrêté du 6 mai 2015.
  - Église Saint-Aubin à Saint-Aubin-du-Cormier, inscription par arrêté du 31 juillet 2015.
  - Église Saint-Guillaume, le placître, le monument conçu par Arthur Regnault et le mur d'enclos du cimetière à Saint-Gonlay, inscription par arrêté du 31 juillet 2015.
  - Église Saint-Malo  à Saint-Malo-de-Phily, inscription par arrêté du 31 juillet 2015.
- Morbihan
  - Phare de Pen-Men à Groix, inscription par arrêté du 31 décembre 2015.
  - Église Saint-Gérand au Palais, inscription par arrêté du 31 juillet 2015.
  - Chapelle de la Trinité à Plumergat, inscription par arrêté du 31 juillet 2015.
  - Chapelle Saint-Servais à Plumergat, inscription par arrêté du 31 juillet 2015.
  - Église Saint-Thuriau à Plumergat, inscription par arrêté du 31 juillet 2015.